# Kina i olympiska vinterspelen 2018
Kina deltog i de olympiska vinterspelen 2018 i Pyeongchang, Sydkorea, med en trupp på 80 idrottare (34 män och 46 kvinnor) vilka tävlade i tolv sporter.
Vid invigningsceremonin bars Kinas flagga av short track-åkaren Zhou Yang.

## Medaljörer
| Medalj | Namn                                      | Sport                         | Gren                 | Datum            |
| ------ | ----------------------------------------- | ----------------------------- | -------------------- | ---------------- |
| Guld   | Wu Dajing                                 | Short track                   | Herrarnas 500 meter  | 22 februari 2018 |
| Silver | Zhang Xin                                 | Freestyle                     | Damernas hopp        | 16 februari 2018 |
| Silver | Jia Zongyang                              | Freestyle                     | Herrarnas hopp       | 18 februari 2018 |
| Silver | Sui Wenjing Han Cong                      | Konståkning                   | Paråkning            | 15 februari 2018 |
| Silver | Li Jinyu                                  | Short track                   | Damernas 1 500 meter | 17 februari 2018 |
| Silver | Wu Dajing Han Tianyu Ren Ziwei Xu Hongzhi | Short track                   | Herrarnas stafett    | 22 februari 2018 |
| Silver | Liu Jiayu                                 | Snowboard                     | Damernas halfpipe    | 13 februari 2018 |
| Brons  | Kong Fanyu                                | Freestyle                     | Damernas hopp        | 16 februari 2018 |
| Brons  | Gao Tingyu                                | Hastighetsåkning på skridskor | Herrarnas 500 meter  | 19 februari 2018 |